# Anne Minter
Anne Minter (Victoria, 3 aprile 1963) è un'ex tennista e allenatrice di tennis australiana.

## Biografia
Ha vinto 3 competizioni consecutive: il singolare ragazze all'Australian Open 1979, all'Australian Open 1980 dove sconfisse in finale Elizabeth Sayers con 6–4, 6–2 e all'Australian Open 1981, dove vinse Corinne Vanier con un punteggio di 6–4, 6–2,
Nel 1987 vinse il Taiwan Open battendo in finale Claudia Porwik con 6–4, 6–1. Al 1988 arrivò nei quarti di finale all'Australian Open 1988 - Singolare femminile perdendo contro Claudia Kohde Kilsch, anni dopo, nel 1991 al torneo di Wimbledon 1991 - Singolare femminile giunse al quarto turno venendo poi sconfitta da Arantxa Sánchez Vicario.